# Lynn Williams
Lynn Raenie Biyendolo, född den 21 maj 1993 i Fresno i Kalifornien, är en amerikansk fotbollsspelare (anfallare) som spelar för North Carolina Courage och USA:s fotbollslandslag. Hon har tidigare representerat Western New York Flash och australiska Western Sydney Wanderers.
Williams var en del i det amerikanska lag som tog OS-brons vid den olympiska fotbollsturneringen 2020 i Tokyo.